# Elektromekaniska spel
Elektromekaniska spel är spelanordningar som använder både rörliga delar och elektriska komponenter. De förekommer ofta som spelautomater. Exempel är flipperspel, lufthockey, enarmade banditer och gripkloautomater. En tid på 1970-talet var även skyttespel i westernmiljö med rörliga mål vanliga. De elektromekaniska spelen fick under 1990-talets senare decennium konkurrens av datorspelen.